# Jan Krysiński (generał)
Jan Krysiński herbu Leliwa (ur. 1770 w Warszawie, zm. 1837 tamże) – generał brygady powstania listopadowego. Brat generała Franciszka Krysińskiego.

## Życiorys
Mimo polskobrzmiącego nazwiska wywodził się z żydowskiej grupy religijnej frankistów, spolszczonej w końcu XVIII wieku.
Służbę wojskową rozpoczął w 1791 w korpusie inżynierów koronnych. Nobilitowany w 1793. Uczestnik wojny przeciwko interwencji rosyjskiej w 1792. Walczył w powstaniu kościuszkowskim 1794.
Krótko potem służył w Legionach Polskich we Włoszech.
Od 1807 w stopniu kapitana w Armii Księstwa Warszawskiego. Jako szef batalionu walczył w 1809 przeciwko najazdowi Austriaków.
Kampanię moskiewską 1812 odbył jako major pułku artylerii konnej. W 1813 bronił twierdzy Modlin.
Od 1815 w Armii Królestwa Polskiego w stopniu pułkownika. Początkowo pełniący obowiązki dowódcy Brygady Artylerii. W latach 1820 – 1830 szef rachunkowości Dyrekcji Artylerii.
Po wybuchu powstania listopadowego uczestniczył w fortyfikowaniu Warszawy, potem komendant twierdzy Zamość. Uzyskał w maju 1831 awans na generała brygady. Jako komendant twierdzy pokazał swój talent dowódczy i organizatorski. Kapitulował w Zamościu po uporczywej obronie.
Konsekwencji za udział w powstaniu nie poniósł w uznaniu żołnierskiej postawy. Po klęsce powstania powrócił do Warszawy, gdzie zmarł 18 lipca 1837 roku i został pochowany na Powązkach w grobowcu rodzinnym (kwatera 32-4-12/13).
Był członkiem loży wolnomularskiej Świątynia Izis w 1811/1812 roku.
Był odznaczony Orderem Virtuti Militari, Orderem Świętej Anny II klasy. W 1830 roku został nagrodzony Znakiem Honorowym za 30 lat służby.